# Lago Lemúria
O lago Lemúria (em ucraniano:  Лемурійське озеро, transl. Lemuriske ozero) é um pequeno lago de 23,82 ha na parte ocidental da baía do Sivash, no oblast de Kherson, Ucrânia. Está localizado perto das localidades de Hryhorivka e Novovolodyrivka (Raion de Kakhovka). O lago Lemúria tem água rosa devido à ação de uma alga que produz grandes quantidades de betacaroteno. O lago Lemúria é uma estância curativa de importância internacional. A salinidade da água do lago chega a 270 - 300 gramas de sal por litro de água.

## História
As origens do lago são incertas. De acordo com uma teoria, em 26 de agosto de 1969, um bombardeiro soviético caiu nas margens do Sivash e os socorristas cavaram uma profundidade de 18 metros para recolher os destroços do bombardeiro, danificando os aquíferos salgados. O lago foi mais tarde formado quando a água subterrânea encheu o buraco escavado. Os moradores das localidades vizinhas chamavam o lago de "Yama" e muitas vezes nadavam nele para se divertirem. Depois de algum tempo, histórias sobre as propriedades curativas da água salgada do lago começaram a se espalhar, o que permitiu iniciar o desenvolvimento do ecoturismo nesta região. Partidários das ideias esotéricas de Helena Blavatsky nomearam o lago, como uma referência ao mítico continente Lemúria.

## Coloração e aplicação
A coloração rosa do reservatório se deve à ação da alga unicelular Dunaliella salina, que sob a ação do sol produzem betacaroteno. Quando evapora, a água deixa uma grande quantidade de cristais de sal na costa e quanto mais quente for o verão, mais água evapora do lago e mais saturada fica a coloração da salmoura. Em alguns lugares, os cristais de sal formam uma aparência de estalagmite. A costa esbranquiçada e o lago cor-de-rosa dão a esta parte da região de Kherson uma aparência muito distinta. A lama deste lago foi certificada em 2005 e aprovada para uso como produto terapêutico e cosmético, e está incluída no programa de medicina de seguros da Alemanha.